# Iodopepla baliola
Iodopepla baliola är en fjärilsart som beskrevs av Morrison 1874. Iodopepla baliola ingår i släktet Iodopepla och familjen nattflyn. Inga underarter finns listade i Catalogue of Life.